# سیارک ۷۹۱۳
سیارک ۷۹۱۳ (به انگلیسی: 7913 Parfenov، نامگذاری:1978TU8) هفت هزار و نهصد و سیزدهمین سیارک کشف شده‌است که در ۹ اکتبر ۱۹۷۸ کشف شد.
قدر مطلق سیارک برابر ۱۲٫۸۰ است.